# Кондрашівське газоконденсатне родовище
Кондрашівське газоконденсатне родовище — належить до Північного борту нафтогазоносного району Східного нафтогазоносного регіону України.

## Опис
Розташоване в Луганській області на відстані 15 км від м. Луганськ.
Знаходиться на південному схилі Воронезької антеклізи в межах Старобільсько-Міллерівської монокліналі.
Підняття виявлене в 1967 р. У відкладах башкирського ярусу структура являє собою симетричну брахіантикліналь субширотного простягання розмірами по ізогіпсі -1550 м 3,2х1,7 м, амплітудою понад 50 м, поховану під мезозойськими відкладами. З півночі вона порушена Веселогорівським конседиментаційним скидом амплітудою 200—250 м.
Перший промисловий приплив газу отримано з відкладів башкирського продуктивного горизонту з інт. 1910—1920 м у 1970 р.
Поклади пластові, склепінчасті, деякі літологічно обмежені. Колектори — пісковики та алевроліти. Режим покладів — газовий.
Експлуатується з 1979 р. Запаси початкові видобувні категорій А+В+С1: газу — 2436 млн. м3; конденсату — 19 тис. т.